# Aspidifrontia semipallida
Aspidifrontia semipallida är en fjärilsart som beskrevs av George Francis Hampson 1902. Aspidifrontia semipallida ingår i släktet Aspidifrontia och familjen nattflyn. Inga underarter finns listade i Catalogue of Life.